# 熱帯雨林

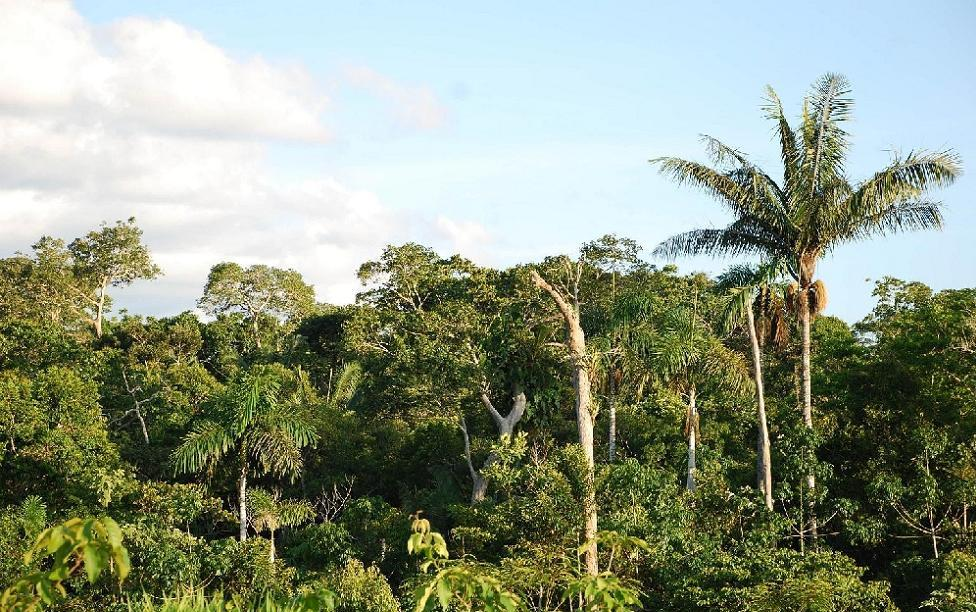
南アメリカの熱帯雨林

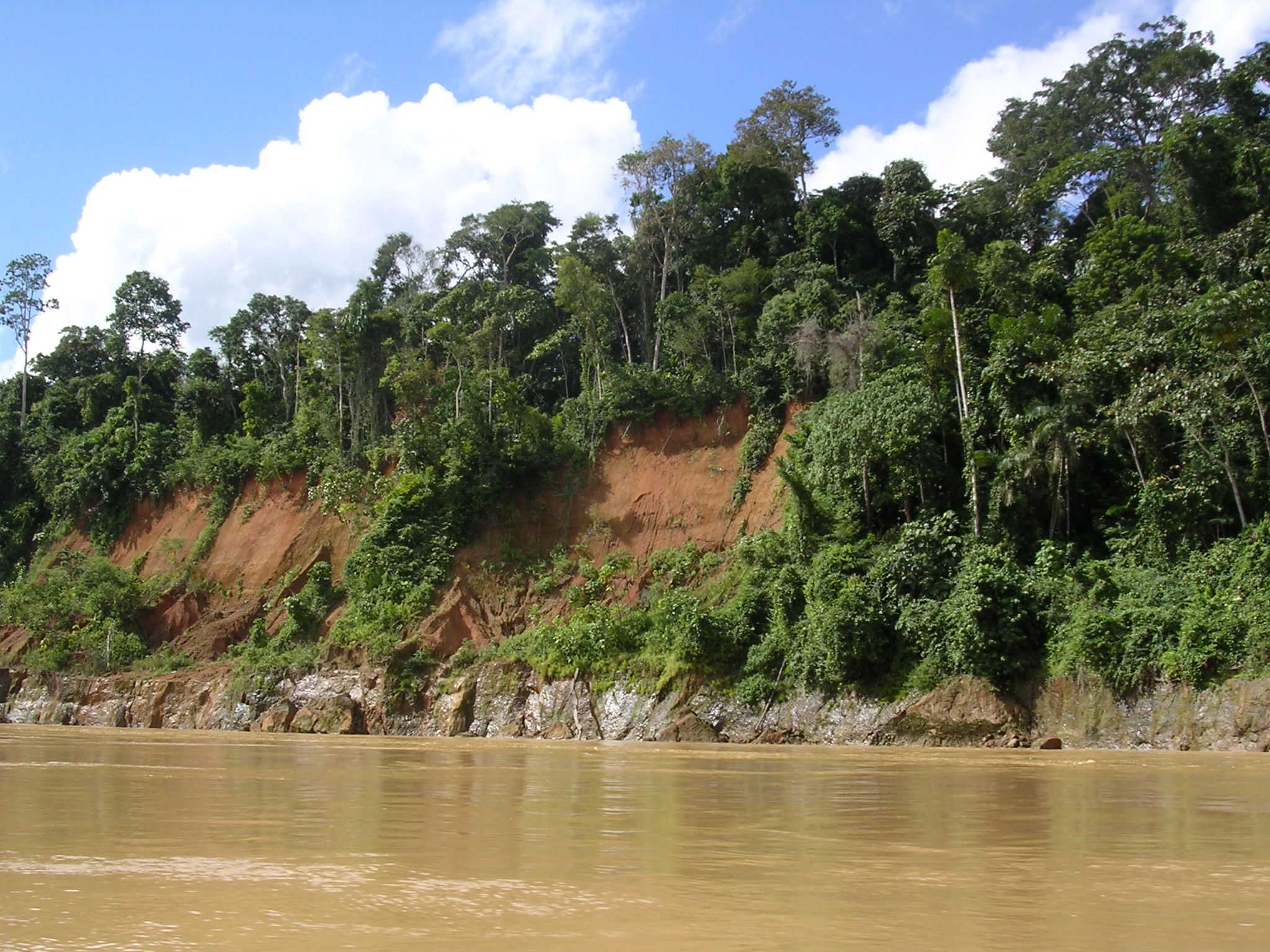
アマゾン川周辺の熱帯雨林（ペルー）

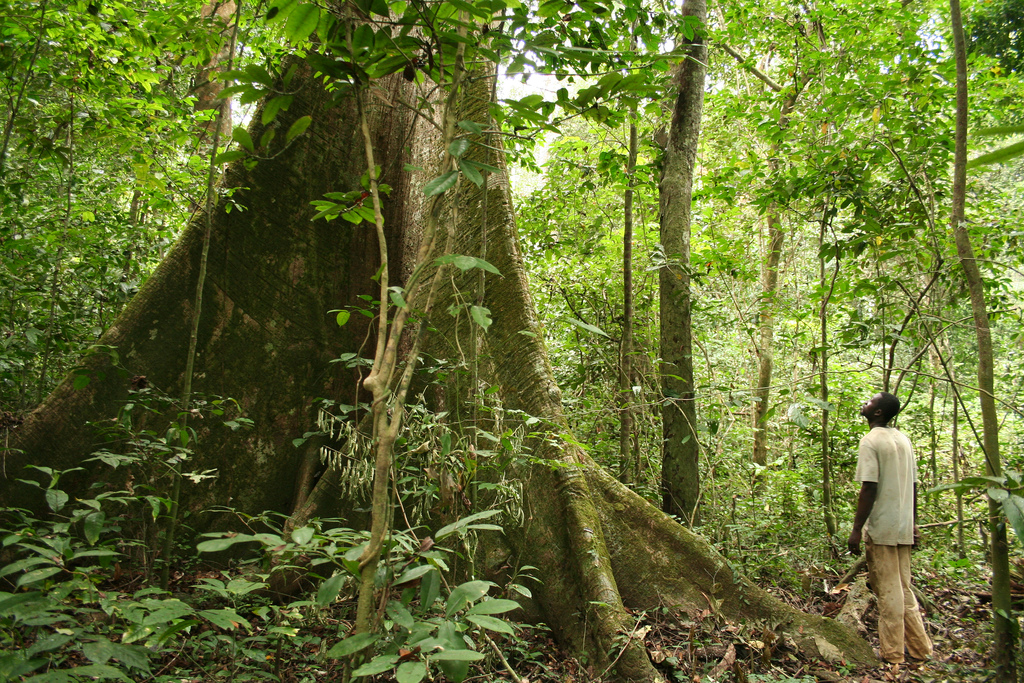
アフリカの熱帯雨林（ガボン）

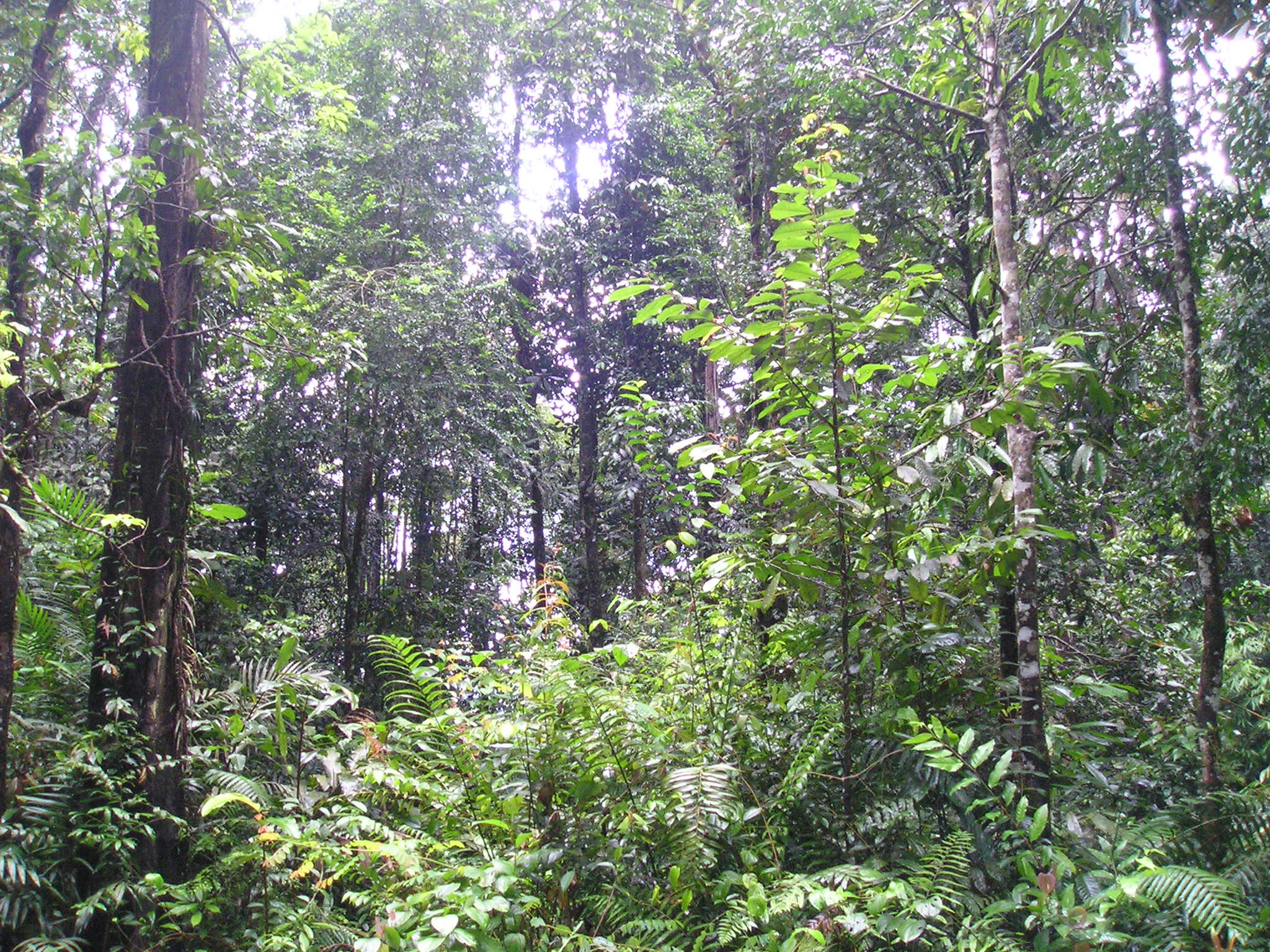
マレーシアの熱帯雨林

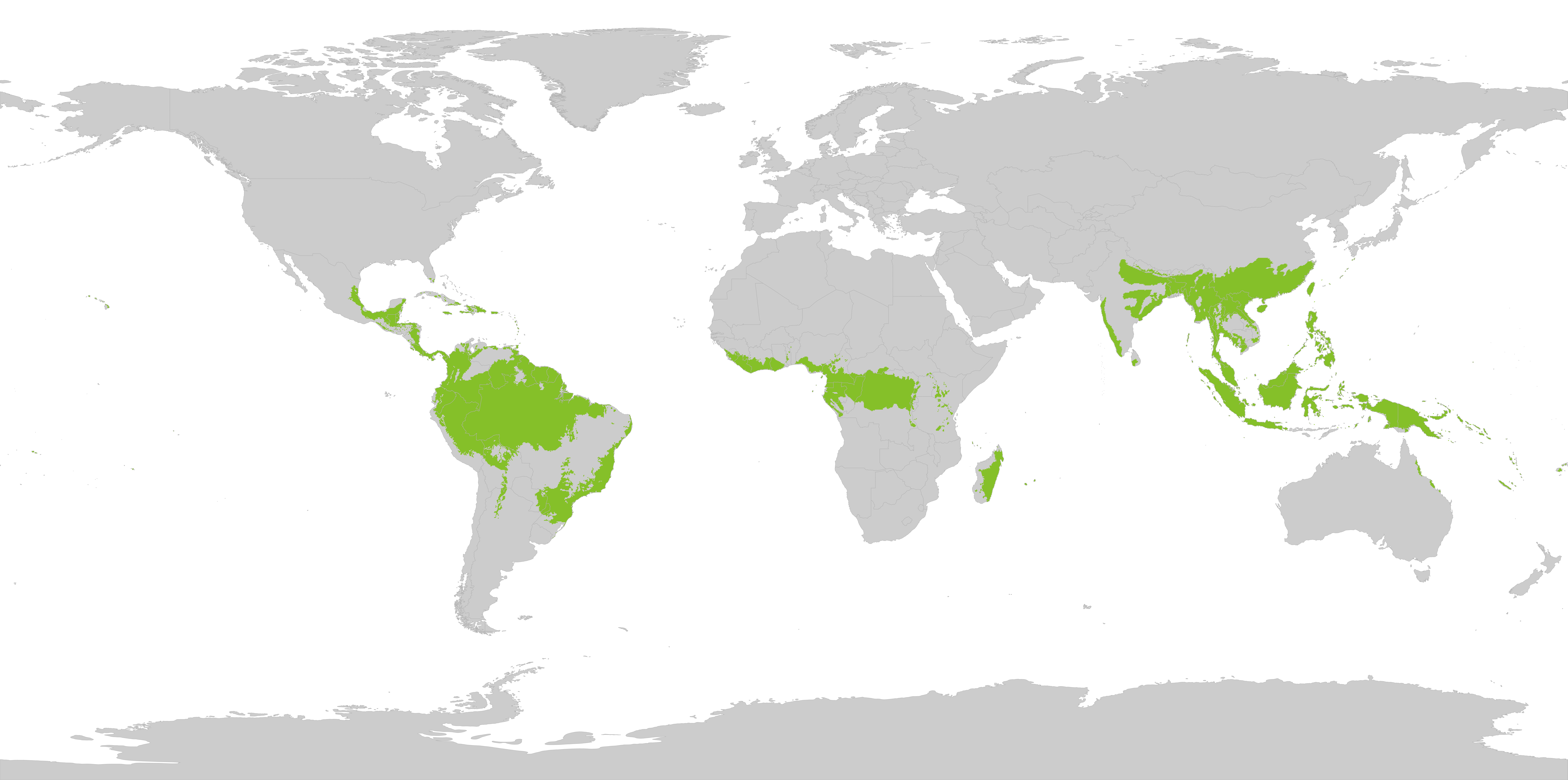
世界の熱帯雨林（緑色の地域）

熱帯雨林（ねったいうりん）は、年間を通じて温暖で雨量の多い地域に形成される植生、またはその地域のことである。熱帯降雨林（ねったいこううりん）とも呼ばれる。植物生態学では熱帯多雨林（ねったいたうりん）が正しい名称である。ジャングル（英: jungle）、セルバとも呼ばれる。なお、ジャングルの原義は熱帯雨林そのものではない（「ジャングル (森林の型)」を参照）。

## 特徴
熱帯雨林が形成される条件として年間2,000ml以上の降水量があること、熱帯にあって年間を通して温暖であることがあげられるが、実際にはそれ以外にも様々な条件が組み合わさって形成されている。温帯にも若干似たものが見られる（「温帯雨林」を参照）。
地域としては東南アジア、中部アフリカ、中南米などに見られる。特徴としては生息する生物の多さ、種の多様さ（生物多様性）が挙げられ、複雑な生態系を形成している。全世界の生物種の半数以上が熱帯雨林に生息しているとも言われる。また、大気中に含まれる酸素の40%は熱帯雨林によって供給されたものと見られている。

## 構造
熱帯雨林に見られる植物の7割が樹木である。これらの樹木は垂直に3 - 5層からなる層構造をしている。最上層には飛び抜けて高い樹木がまばらにあり、これを超高木層と言う。その下に樹木の枝葉で覆われた層がある。これらを樹冠と呼び、高さ30 - 50mにも達する。樹冠が集まる上層部を林冠と呼ぶ。また、構成樹種がきわめて多いのも特徴の一つである。
太陽エネルギーを元に合成される生産量の大半が樹冠に集中するため、下層とは異なる樹冠生態系と呼ばれる特異な生態系を形成している。また、つる植物や着生植物が多いのもこのような森林の特徴である。これらの植物も樹冠生態系を構成する要素となる。樹冠の下は1 - 3層から成る中間層の林冠、最下層の林床が形成されている。
熱帯雨林では、濃い植生のために日射が遮られ、地表付近では下草が生長しにくい。
これは、人間も含めた大型動物にとっては移動に適した地形となる。
これが、何らかの理由（伐採、山火事など）によって日射量が得られるようになった場合、いわゆるジャングルと呼ばれる低木・つる植物の豊富な、中を歩きにくい植生となる。
土壌の発達は良くない。落葉や腐植の層はほとんどない。これは、気温が高くて分解速度が速いためと、主としてシロアリが、落葉を素早く裁断して自分の巣に持ち込んでしまうからである。地質は、分解速度の速さと多量の降水のために養分が溶脱してしまい、やせた酸性の土壌となる。酸化鉄や酸化アルミニウムを多く含むため、酸化鉄の色から赤い色を呈しており、ラトソル（ラテライト）と呼ばれる。養分は土壌に蓄積するのではなく、速い速度で生物間を循環している。そのために熱帯雨林の土壌は薄く、一旦広い面積で植生を失うと、多雨の影響もあって急速に土壌流失を起こし、砂漠化してしまいやすい。
乾季のない熱帯雨林では、樹木は結実する機会に乏しく栄養を固い樹幹の中や根に集めてしまうため、樹上で生活する動物にとって採食は意外にも困難となる。したがって進化過程で草食から雑食へ変化したり、より採食がし易い乾季のある土地への移動を促したと考えられている。

## 熱帯雨林の荒廃
20世紀に入って以降、熱帯雨林は伐採や農地開発による破壊（森林破壊）が進み、急速に減少・劣化してきている。
その速度は、毎秒0.5 - 0.8ヘクタールにもおよび、かつて地表の14%を覆っていたとされる熱帯雨林が現在は6%まで減少し、このペースで減少が続けば40年で地球上から消滅するものと予測されている。
それに伴って絶滅する生物種の数は、年間5万種にも上るとみられる。
森林破壊の原因は地域によって異なるが、世界資源研究所 (WRI) は、破壊の最大の脅威は木材や紙生産のために行われる商業伐採であり、鉱業開発、農地や牧草地への転換等がそれに続いていると報告している。また、森林が最終的に農地や牧草地、産業植林地などに転換される過程において、商業伐採がその最初の段階における役割を果たしているという意味でも、その影響は大きい。
国際連合食糧農業機関（FAO）の統計によれば、熱帯雨林が広がる国・地域の森林率は減少傾向にある。